# Final Warning
Final Warning è un singolo della cantante statunitense Skylar Grey, pubblicato nel 2013 ed estratto dall'album Don't Look Down.
Il brano è stato scritto da Skylar Grey e Alex da Kid.

## Tracce
- Download digitale

1. Final Warning – 3:41